# Wilhelmstadt, Berlin
Wilhelmstadt, på tyska formellt Ortsteil Berlin-Wilhelmstadt, är en stadsdel (Ortsteil) i västra Berlin, belägen i stadsdelsområdet Spandau. Stadsdelen har 38 279 invånare (år 2014).
Wilhelmstadt var på 1800-talet staden Spandaus södra förstäder och kallades Potsdamer Vorstadt fram till 1897, då den gavs det nuvarande namnet till minne av kejsaren Vilhelm I. Stadsdelen är historiskt bland annat känd för Spandaufängelset, gjort till krigsförbrytarfängelse 1947 och rivet 1987.

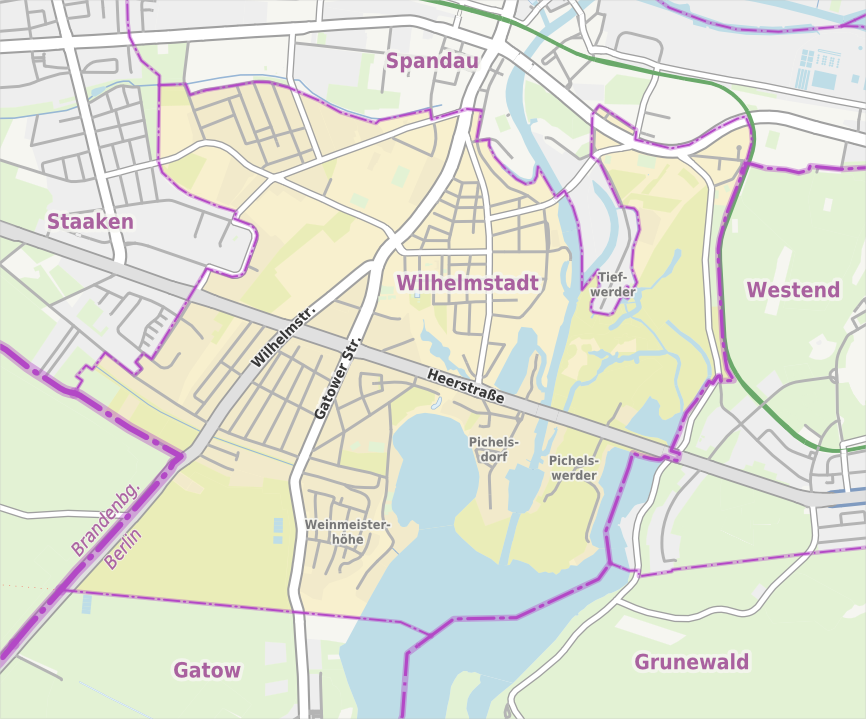
Karta över Wilhelmstadt.